# Ruslan Abbasov
Ruslan Abbasov, född 24 juni 1986, är en friidrottare från Azerbajdzjan. Han deltog vid olympiska sommarspelen 2008.